# Justin Robinson (athlétisme)
Pour les articles homonymes, voir Justin Robinson.
Justin Robinson (né le 30 mars 2002 à Saint-Louis, Missouri)  est un athlète américain, spécialiste du 400 mètres.

## Biographie
A l'âge de 16 ans, il remporte la médaille d'argent du relais 4 × 400 m des championnats du monde juniors 2018.
Le 8 juin 2019, à Albuquerque, il porte son record personnel sur 400 m à 44 s 84 et établit à cette occasion la nouvelle meilleure performance mondiale cadet de tous les temps, améliorant de 30/100e de seconde l'ancienne meilleure marque détenue depuis 1995 par son compatriote Obea Moore. Il remporte deux médailles d'or lors des championnats panaméricains juniors 2019, à San José (Costa Rica), sur 400 m et 4 × 400 m, établissant dans cette épreuve du nouveau record du monde junior. Plus tard dans la saison, en août 2019, à 17 ans seulement, il remporte la médaille de bronze du 400 m et la médaille d'argent du 4 × 400 m lors des Jeux panaméricains à Lima au Pérou.
En février 2023, il devient champion des États-Unis en salle à Albuquerque, en 45 s 40. Sélectionné pour les championnats du monde 2023 à Budapest, il remporte l'épreuve du relais 4 × 400 mètres mixte en établissant un nouveau record du monde en 3 min 8 s 80 en compagnie de Rosey Effiong, Matthew Boling et Alexis Holmes. Il participe par ailleurs au relais 4 × 400 mètres masculin et remporte un nouveau titre mondial en 2 min 57 s 31, aux côtés de Quincy Hall, Vernon Norwood et Rai Benjamin.

## Palmarès
| Date | Compétition                        | Lieu     | Résultat | Épreuve         | Temps         |
| ---- | ---------------------------------- | -------- | -------- | --------------- | ------------- |
| 2018 | Championnats du monde juniors      | Tampere  | 2e       | 4 × 400 m       |               |
| 2019 | Championnats panaméricains juniors | San José | 1er      | 400 m           | 45 s 04       |
| 2019 | Championnats panaméricains juniors | San José | 1er      | 4 × 400 m       | 2 min 59 s 30 |
| 2019 | Jeux panaméricains                 | Lima     | 3e       | 400 m           | 45 s 07       |
| 2019 | Jeux panaméricains                 | Lima     | 2e       | 4 × 400 m       | 3 min 1 s 72  |
| 2023 | Championnats du monde              | Budapest | 1er      | 4 × 400 m       | 2 min 57 s 31 |
| 2023 | Championnats du monde              | Budapest | 1er      | 4 × 400 m mixte | 3 min 8 s 80  |

## Records
| Épreuve         | Temps             | Lieu         | Date           |              |
| En plein air    | En plein air      | En plein air | En plein air   | En plein air |
| --------------- | ----------------- | ------------ | -------------- | ------------ |
| 400 m           | 44 s 47           | Eugene       | 8 juillet 2023 |              |
| 4 × 400 m       | 2 min 57 s 31     | Budapest     | 27 août 2023   |              |
| 4 × 400 m mixte | 3 min 8 s 80 (WR) | Budapest     | 19 août 2023   |              |
| En salle        |                   |              |                |              |
| 400 m           | 45 s 30           | Fayetteville | 9 février 2024 |              |